# Кулябко-Корецька Людмила Мефодіївна
Людмила Мефодіївна Куля́бко-Коре́цька (27 червня 1940, Київ — 1 березня 2018, Київ) — українська скульпторка; член Спілки радянських художників України з 1968 року. Дружина дизайнера Віктора Кузнецова, мати скульптора Володимира Кузнецова та дизайнера Павла Кузнецова.

## Біографія
Народилася 27 червня 1940 року в місті Києві (нині Україна). 1965 року закінчила Київський художній інститут, де навчалася у Василя Бородая, Михайла Лисенка, Івана Макогона, Макса Гельмана.
Протягом 1965—1970 років працювала художником-конструктором Київської філії Всесоюзного науково-дослідного інституту технічної естетики, одночасно протягом 1965—1995 — у творчо-виробничому об'єднанні «Художник». У 1973 році закінчила навчання у творчих майстернях Академії мистецтв СРСР у Києві. Член КПРС з 1977 року.
Мешкала у Києві в будинку на вулиці Артема, № 60/1, квартира № 2 та у будинку на провулку Бастіонному, № 9, квартира № 84. Померла у Києві 1 березня 2018 року.

## Творчість
Працювала у галузях станкової, декоративної та монументальної скульптури. Авторка рельєфів, портретів, погрудь, меморіальних дощок, пам'ятників, меморіалів. Серед робіт:
станкова скульптура
- «Тракторист В. Фесенко» (1964);
- «До зірок» (1965);
- «Василь Касіян» (1966);
- «Микола Лисенко» (1966);
- «Прощання» (1967);
- «Іван Кавалерідзе» (1967);
- «Колгоспниця» (1970-ті);
- «Учителька музики» (1970-ті);
- «Іван Макогон» (1972);
- «Ольга Кобилянська» (1973);
- «Григорій Мінх» (1991);
- «Петро Перемежко» (1991);
- «В. Підвисоцький» (1991);
- «Овксентій Корчак-Чепурківський» (1991);
- «Луї Пастер» (1992);
- «Микола Пирогов» (1992);
- «Іван Мазепа» (1997);
- «Павло Полуботок» (2000).

Окремі роботи зберігаються у Національному музеї медицини України та Музеї гетьманства у Києві, Ізмаїльській картинній галереї.
пам'ятники
- в'язням концтаборів у місті Золотоноші Черкаської області (1975);
- меморіал Слави у місті Пирятині Полтавської області (1977);
- Володимиру Куцу у місті Тростянці Сумської області (1984);
- Володимиру Леніну в смт Краснокутську Харківської області (1985);
- захисникам Києва 1941, які полягли на річці Трубіж у селі Борщеві Баришівського району Київської області (1989);
- воїнам, які загинули під час німецько-радянської війни у місті Корсуні-Шевченківському Черкаської області (1995).

також авторка
- проєкту для всесоюзного конкурсу «Брестська фортеця» (1965);
- меморіальної дошки Івану Кавалерідзе на фасаді будинку на вулиці Великій Васильківській, № 12 у Києві, де протягом 1954—1978 років мешкав митець (1987, архітектор Василь Гнєздилов);
- погрудь Тараса Шевченка та Олександра Пушкіна (демонтоване у 2022 році[3]) на брамі дендропарку «Олександрії» у Білій Церкві (1988);
- погруддя Олександру Пушкіну в місті Губкіні Бєлгородської області Росії (1999).

|                           |                                     |                                         |                                            |
| Пам'ятник Володимиру Куцу | Меморіальна дошка Івану Кавалерілзе | Погруддя Тараса Шевченка у Білій Церкві | Погруддя Олександра Пушкіна у Білій Церкві |

Брала участь у республіканських виставках з 1965 року.